# Каирский египетский музей
Египетский музей (араб. المتحف المصري‎, DMG El Mathaf El Masri), также Египетский национальный музей — крупнейшее в мире хранилище предметов древнеегипетского искусства, расположенное в Каире на площади Тахрир. Коллекция насчитывает около 160 тысяч экспонатов всех исторических периодов древнего Египта. 
Основан в 1858 году как Булакский музей, с 1891 по 1900 годов назывался Гизехским музеем, затем — Египетским музеем. Размещается в залах бывшего дворца вице-короля[уточнить]; открытие музея в новом здании состоялось в 1902 году.

## История

### Предпосылки

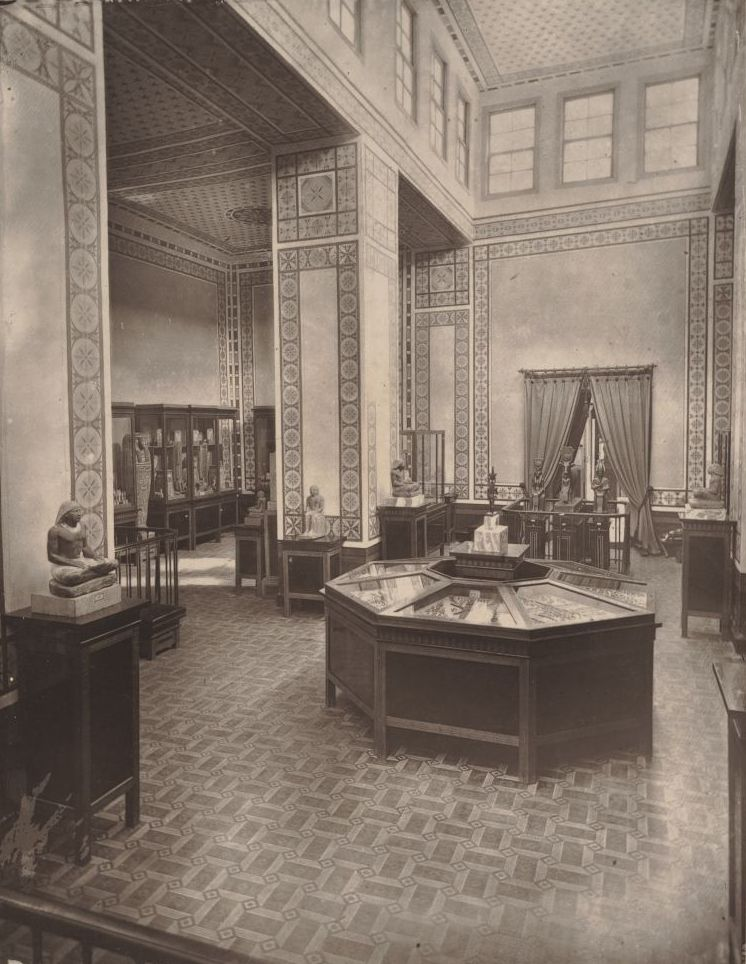
Главный зал Булакского музея в 1872 году.

В 1835 году Мухаммед Али-паша издал указ о создании департамента древностей. В 1848 году хедив Египта в каирском регионе Азбакиа устроил первое хранилище древнеегипетских ценностей, который, однако, не единожды разграблялся. 
В 1851 году в правление Аббаса I перевезли из Азбакии в Цитадель Салах ад-Дина артефакты, которые вскоре хедив отдал австрийскому принцу, выказавшему большой к ним интерес во время своего визита.
В 1859 году в правление хедива Саида дабы положить конец разграблениям в местах археологических раскопок и спасти бесценные находки французский египтолог Огюст Мариет возглавил учреждённую «Службу древностей Египта». Вскоре коллекция шедевров древнеегипетского искусства отправилась в музей района Булак (вблизи современных телевизионного центра и министерства иностранных дел). 
В 1863 году этот музей с видом на Нил открылся. Тогда же хедив Исмаил одобрил идею строительства большого музея, что из-за финансовых трудностей пришлось отложить, поэтому Мариету разрешили увеличить площадь музея Булака для новых артефактов. 
После наводнения в 1878 году многие экспонаты были повреждены, часть их украдена, потеряны археологические записи, рисунки Мариета. Булакский музей закрыли для восстановительных работ до 1881 года. После смерти в том же году Мариета его пост и обязанности получил французский египтолог Гастон Масперо. 
В 1891 году по приказу Исмаила-паши экспонаты были перевезены и до окончания строительства нового музея оставались в крыле его дворца в Гизе (современный зоопарк).

### Открытие музея

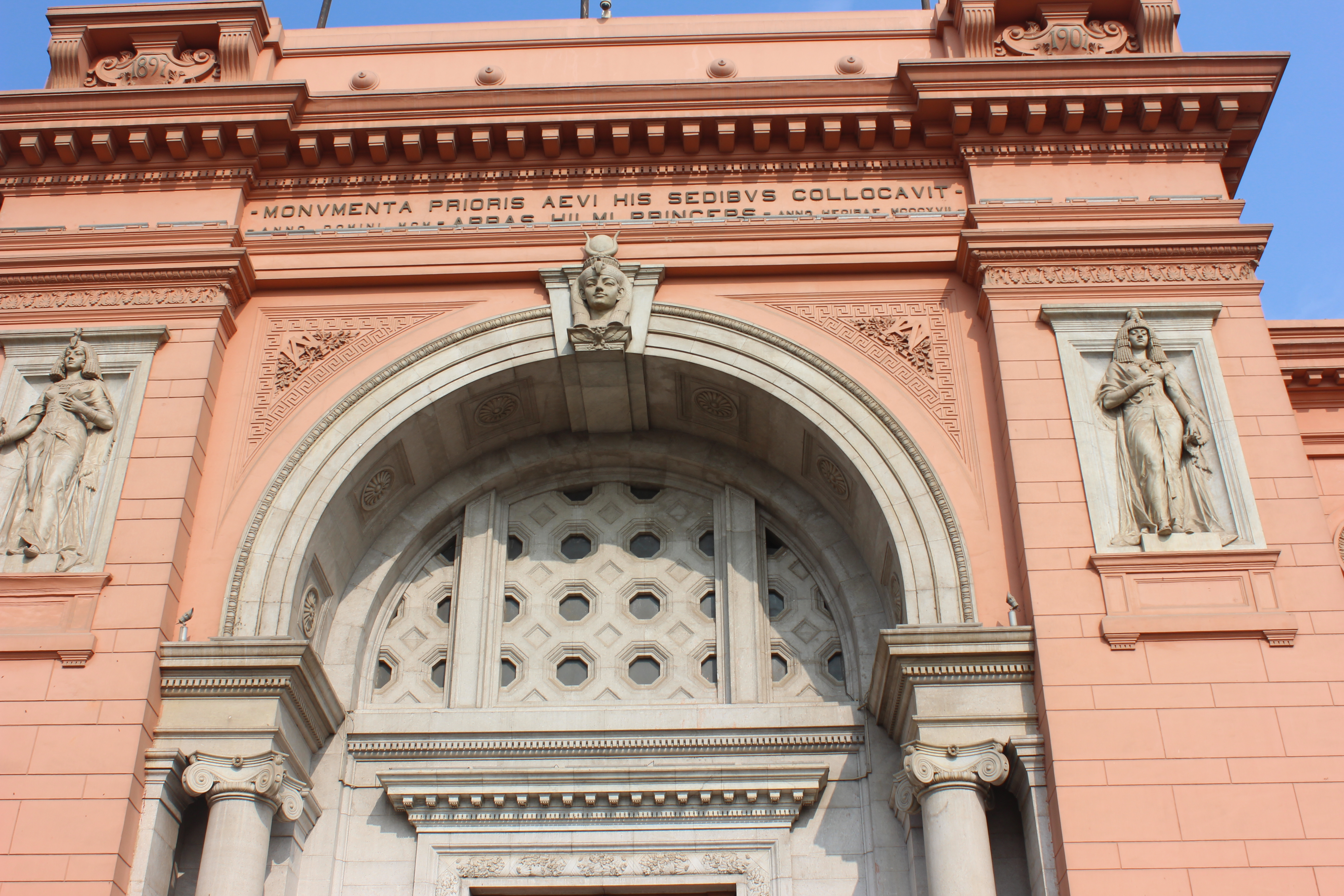
Украшение портала музея

В 1894 году определились с местом строительства нового музея, и было объявлено о конкурсе на лучший архитектурный проект с призовым фондом в 1000 египетских фунтов. В конкурсе участвовали от 80 до 116 дизайнерских проектов, большинство из которых подражали древнеегипетской архитектуре храмов или пирамидам, но считались дорогостоящими. В 1895 году победу в конкурсе присудили французскому архитектору Марселю Дюрнону за его проект здания в стиле неоклассического боз-ара. Органичное и простое здание с фасада украшено двумя колоннами ионического ордера и двумя греческими скульптурами женщин, олицетворяющих Верхний и Нижний Египет. Портал парадного входа дополнен головой богини Хатхор.
Первый камень в фундамент будущего музея заложили 1 апреля 1897 года, и строительство началось в 1898 году под руководством итальянской компании Guiseppe Garozzo & Francesco Zaffrani. Близость к реке Нил связывала новый музей со своими предшественниками — музеями в Булаке и в Гизе, а также помогала транспортировать строительные материалы и новые артефакты. В 1900 году в европейском квартале Исмаилья (назван в честь хедива Исмаила, позже переименован в площадь Тахрир) в центре Каира завершён двухэтажный Египетский музей, куда переданы древности в 5000 ящиках.
15 ноября 1902 года состоялось официальное открытие музея в присутствии хедива Аббаса II, членов королевской семьи, египетских министров, генералов, иностранных дипломатов, предпринимателей, местной элиты и директора музея Гастона Масперо. До 1950 года у руководства музея стояли иностранные специалисты, пока Махмуд Хамза не стал первым египетским директором.

### Период преобразований
К 1949 году британская военная база к юго-востоку от музея закрылась и освободила огромную территорию, где позже выросли музей, муниципальные здания, автобусная остановка, станция метро. В 1970-х годах с северной стороны от музея развились транспортные и туристические проекты, снесён собор Всем Святым для прокладки дороги к новым постройкам.
В 1967 году во время шестидневной войны с Израилем египетское правительство распорядилось перестроить крышу музея для защиты от возможных авиабомбардировок.
С 1983 года здание музея классифицировано как архитектурная ценность, находящаяся под защитой Министерства по делам древностей. Оно имеет право согласно закону № 117 при необходимости установить контроль над всеми зданиями вокруг музея в радиусе 500 м..

### Хищения 2011 года

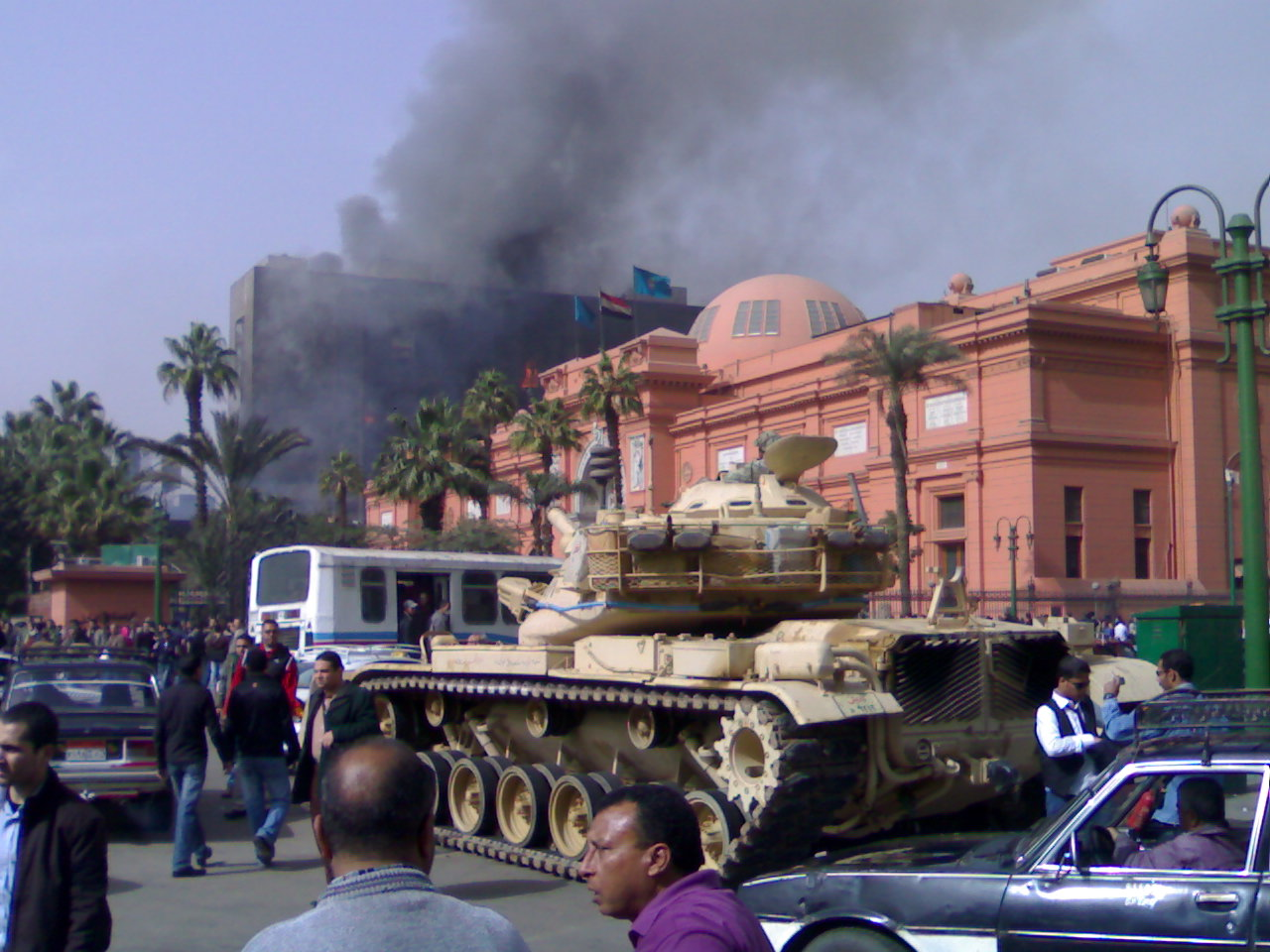
Военные силы возле музея на фоне горящей штаб-квартиры Национальной демократической партии 28 января 2011 года.

Во время народных демонстраций 28 января 2011 года мародёрами были разбиты несколько витрин и опустошена касса, после чего была создана «живая цепочка» вокруг музея из сознательных демонстрантов для защиты экспонатов. Затем музей был взят под защиту армейских подразделений. Как сообщил государственный министр по делам древностей Египта Захи Хавасс, после проведённой в музее инвентаризации в списке украденных музейных ценностей по меньшей мере 18 артефактов. Среди них две позолоченные деревянные статуи фараона Тутанхамона, статуя Нефертити, статуэтка писца, а также сердце скарабея.

### Наши дни

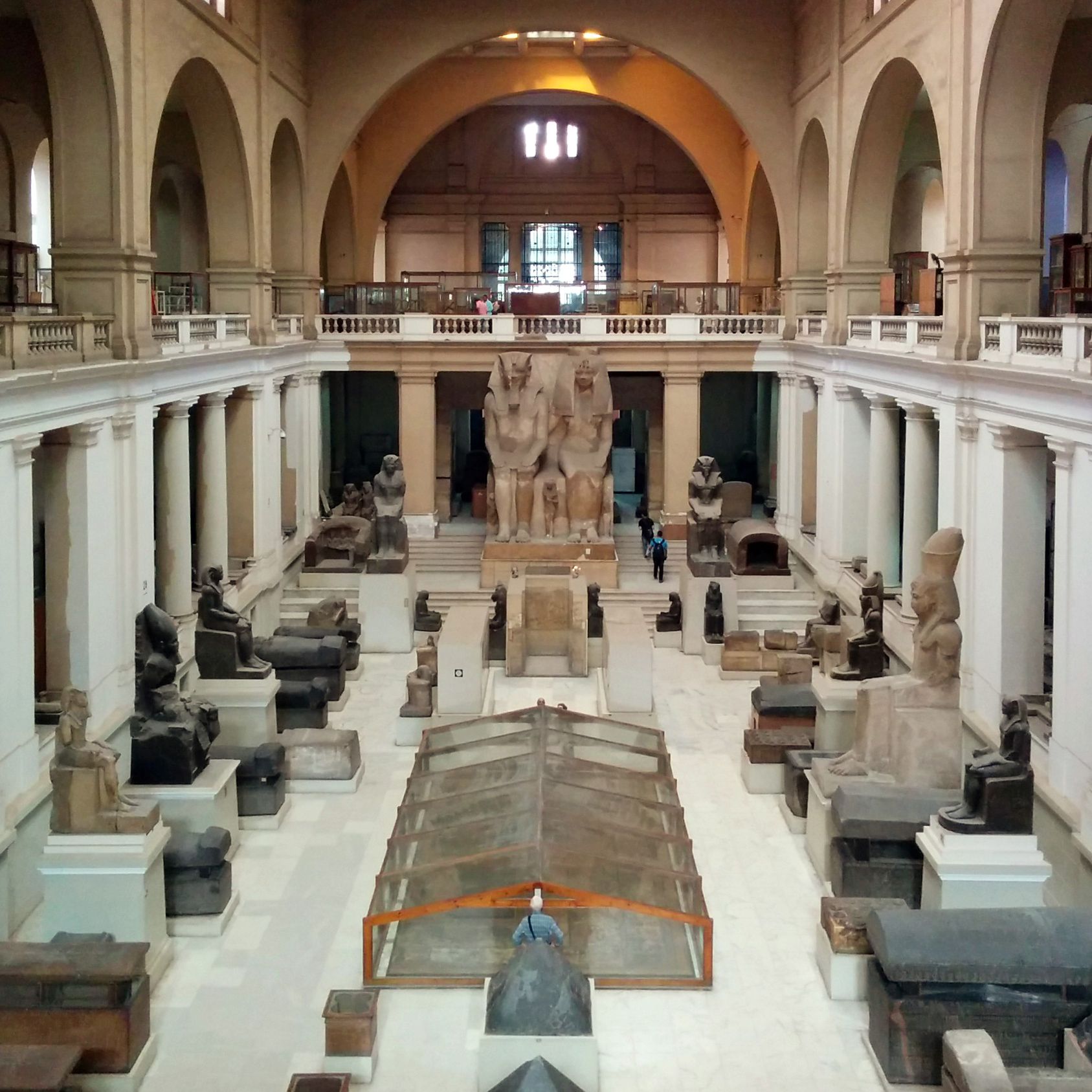
Скульптурная пара фараона Аменхотепа III и его жены Тии в главном зале музея

Активное движение транспорта и буровые работы при прокладке метро привели к появлению трещин на здании музея и некоторых артефактов. В 2012 году при активной поддержке МИД Германии Министерство Древностей Египта разработало проект реконструкции музея и покраску фасада в первоначальные цвета, развитие прилегающих территорий, замену окон, установку ультрафиолетовой защиты. В 2016 году Министерство древностей провело дополнительное освещение, чтобы сделать возможным посещение музея ночью.

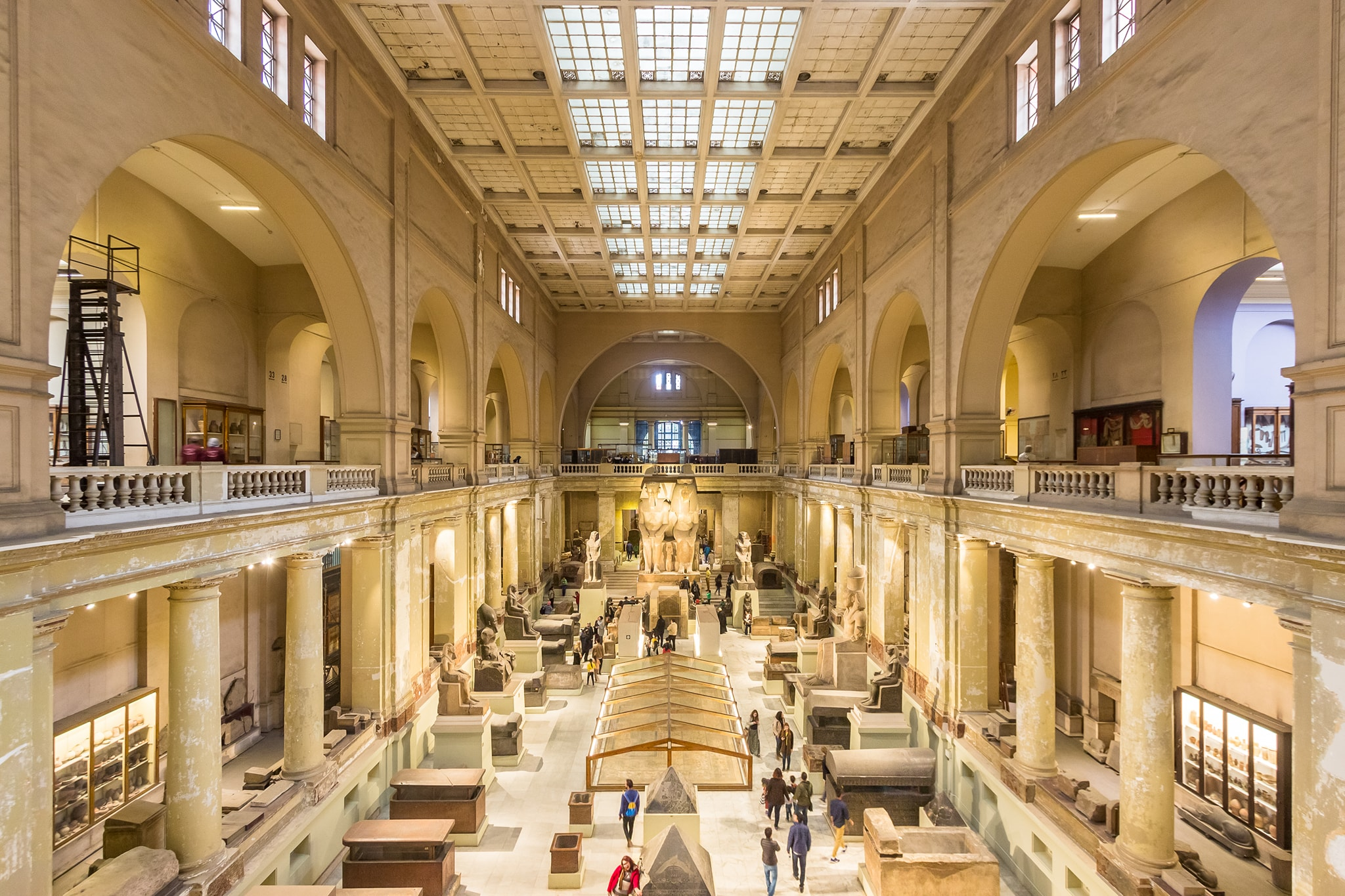
Главный зал

## Отделы

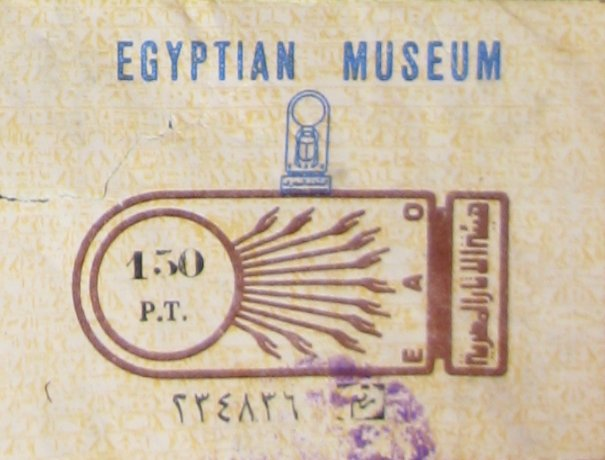
Логотип музея на билете

Зал № 44 на первом этаже отведён под временные выставки. В музее несколько отделов:
1. Сокровища Тутанхамона, ювелирные украшения различных эпох и экспонаты из Таниса.
2. Додинастический период и Древнее царство содержат более 30 тысяч предметов на обоих этажах. Галереи на первом этаже № 31, 32 ,36, 37, 41, 42, 43, 46, 47, 48, 51; на втором этаже № 31 32, 36, 41, 42, 49, 53, 54, 55. Отдел подразделяется на:
- Додинастический период (ок. 10 000- 3200 до н. э.)
- Архаичная эпоха Египта, включая I и II династии (ок. 3200-2700 до н. э.)
- Древнее царство от III до VI династии, так называемая «эпоха пирамид» (ок. 2700—2150 до н. э.)
- Первый переходный период (ок. 2150—2130 до н. э.)

3. Среднее царство считается золотым веком древнеегипетской литературы и в музее охватывает XI—XII династии (ок. 2140—1785 до н. э.) и представлен на обоих этажах и атриуме.
4. Новое царство является золотым веком Египетской цивилизации и охватывает в музее XVIII—XX династии (ок. 1550—1070 до н. э.). В зале № 3 на первом этаже собраны предметы Амарнского периода. Период Рамессидов представлен в залах № 9, 10, 14, 15, 20. В зале № 29 собраны папирусы, многие из которых содержат «Книгу мёртвых».
5. Поздний и Эллинистический периоды.
6. Папирусы и монеты разных эпох в двух залах № 2E и № 2W на первом этаже.
Не все папирусы выставлены на обозрение из-за хрупкости. Работой кураторов отдела является сохранение, консервация и восстановление коллекции. Письмо папирусов разнообразно: иероглифическое, иератическое, демотическое, греческое, арамейское, коптское, латинское и арабское. На греческом языке имеются два вида папирусов:
- Литературные: некоторые стихотворения известных поэтов, таких как Аристофан, Эсхил и др.
- Документальные: некоторые известные архивы Зенона, Исидора, Оксиринхские, Каирские, Масперо, Фаюмские и пр.

Папирусы преимущественно говорят о налоговых поступлениях, брачных контрактах, договорах и других вопросах повседневной жизни.
Монеты из золота, серебра и бронзы относятся к греческому, римскому и исламским периодам. Жемчужиной коллекции считается монета Позднего периода с иероглифической надписью «Nub_Nefer», что значит «прекрасное / чистое золото».
7. Саркофаги XXI—XXII династий, скарабеи и прочие предметы.
8. Лаборатория мумификации и консервации.

## Экспонаты

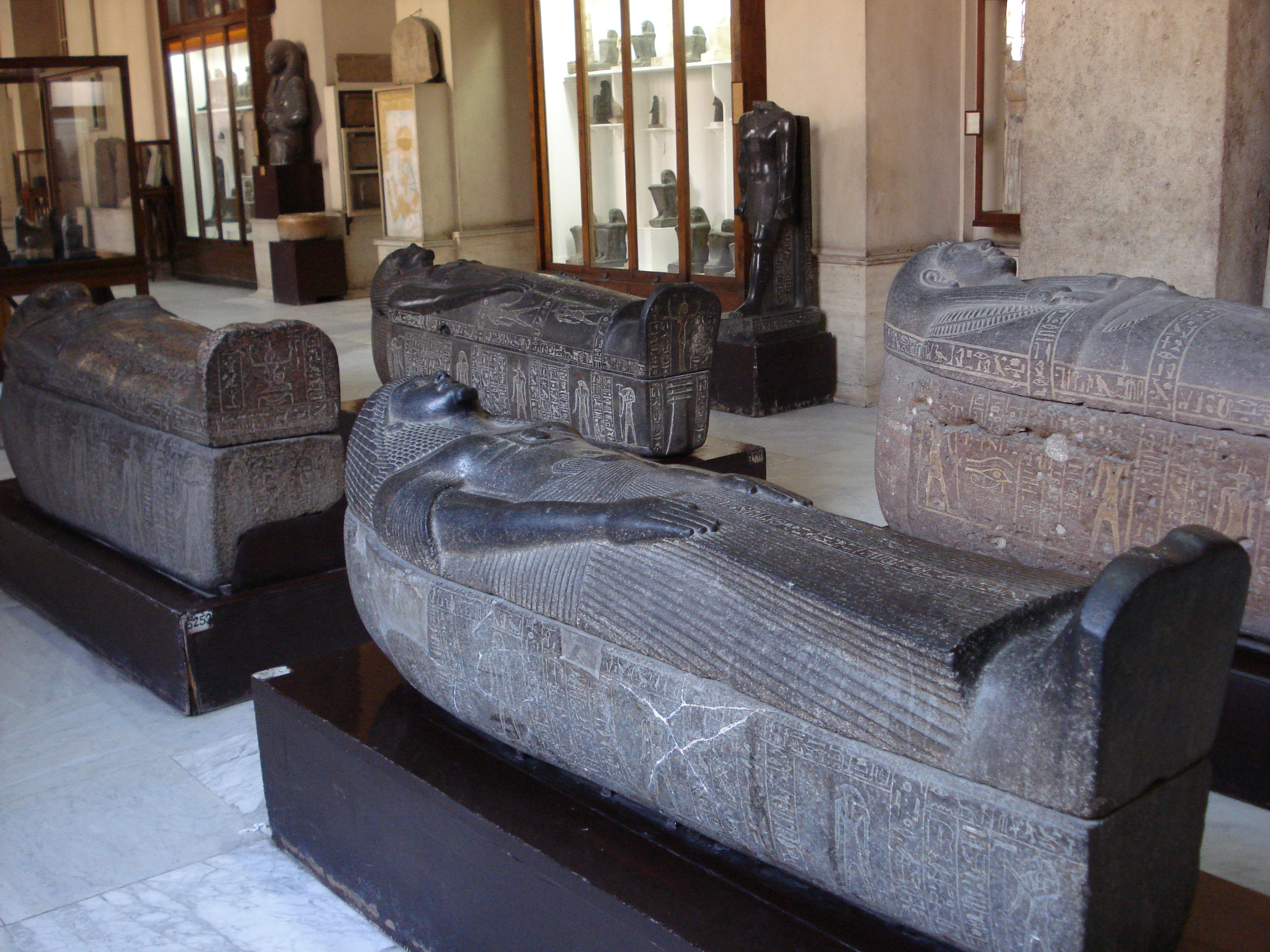
Каменные саркофаги

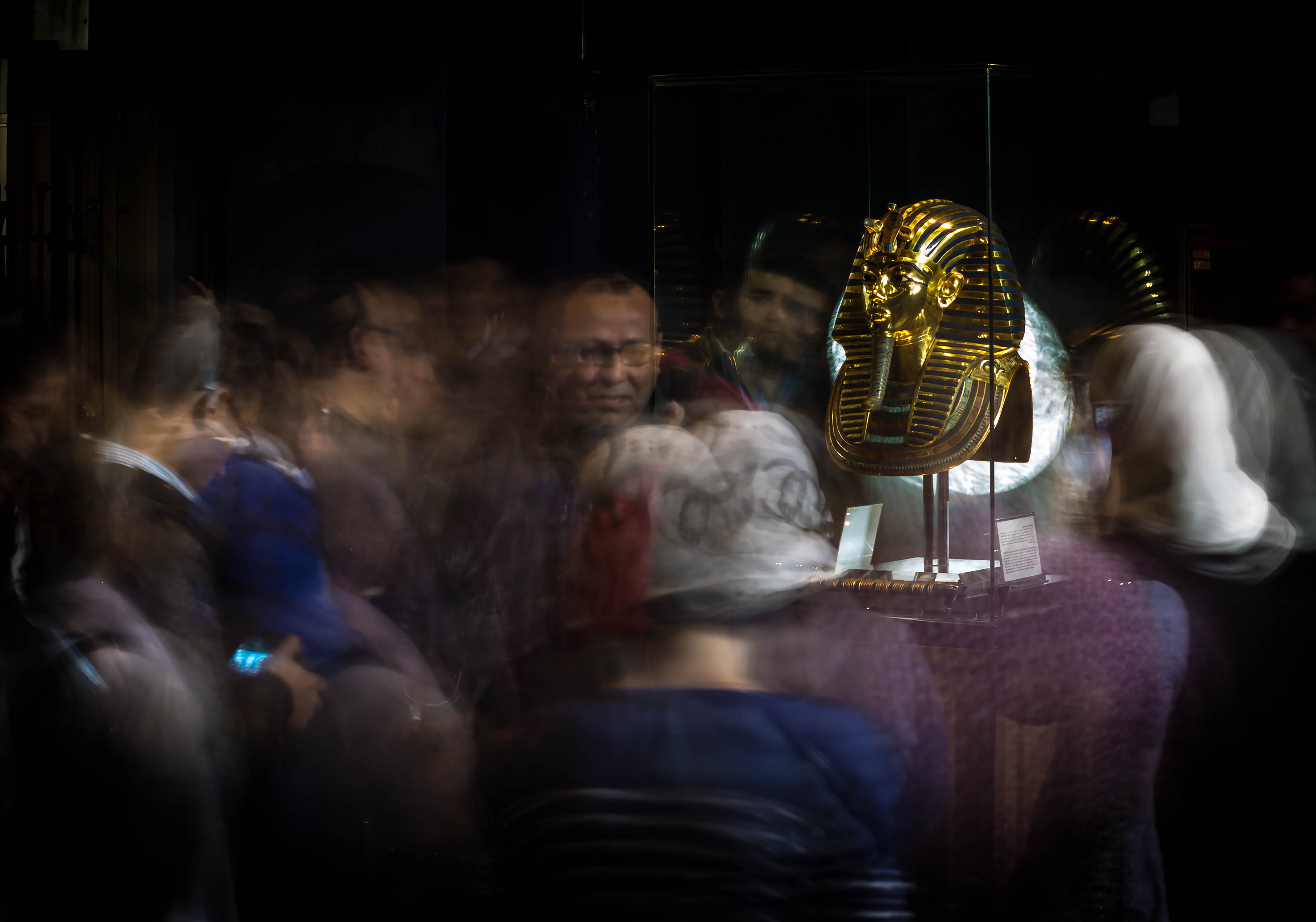
Маска Тутанхамона

На первом этаже выставлены тяжеловесные каменные саркофаги, статуи, стелы, фрагменты стен с рельефами; на втором — манускрипты, фигуры богов, мумии и их погребальные маски, предметы быта и ритуалов, античные статуи и вазы. Всего в музее более 150 тысяч экспонатов, в нём собрана величайшая коллекция египетских древностей в мире.

## Галерея

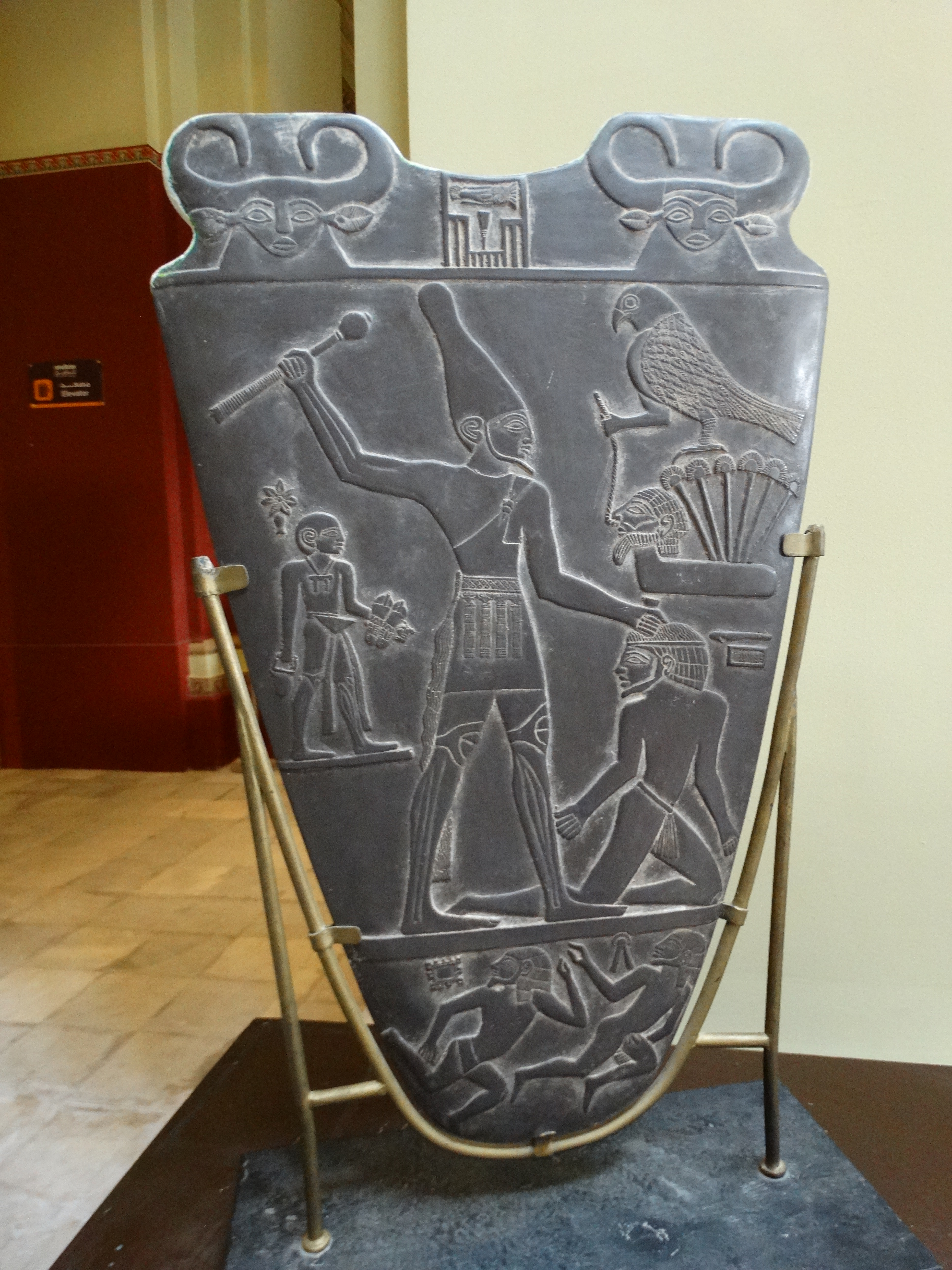
Плита Нармера(3000 д.н.э)
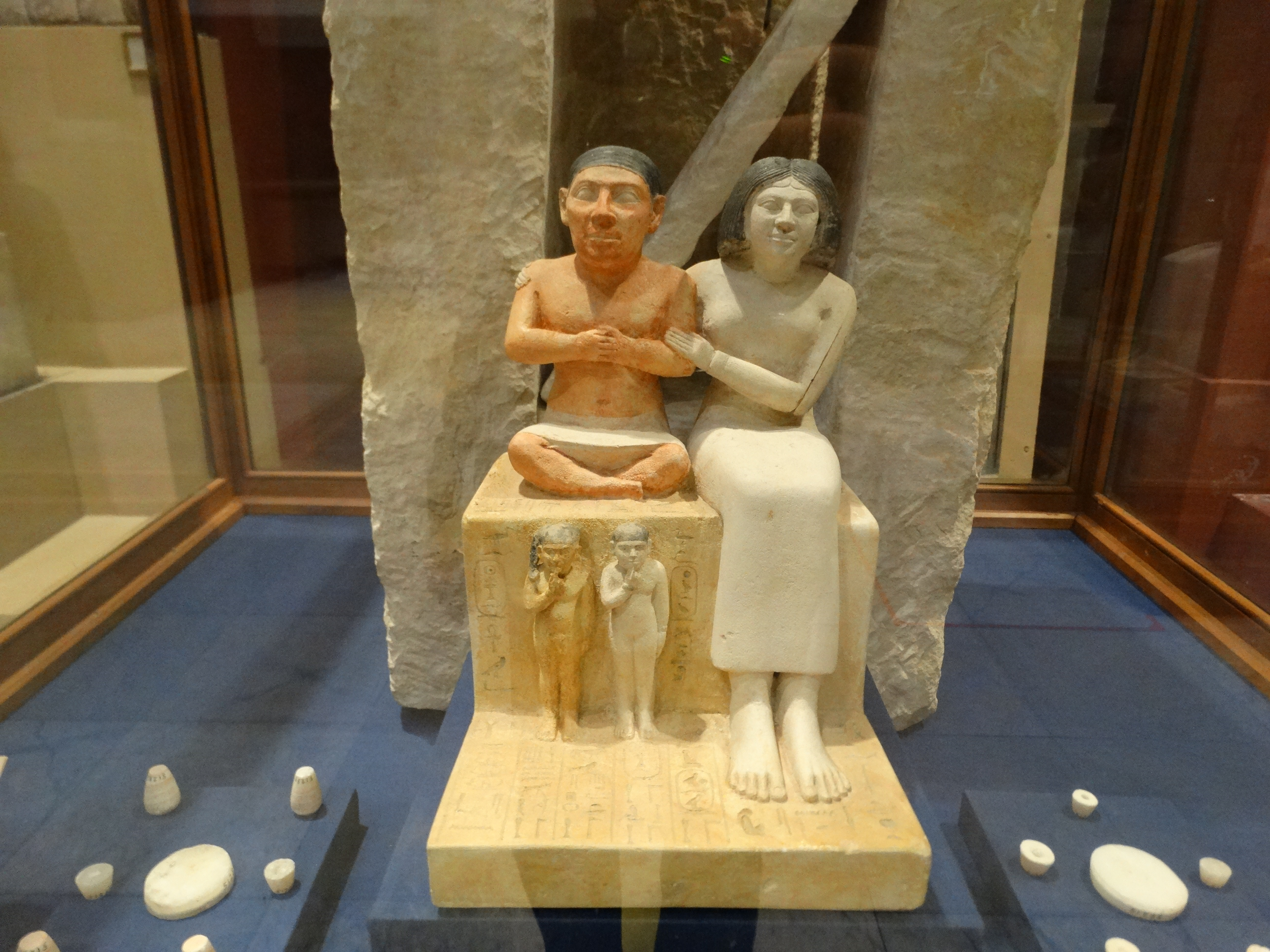
Карлик Сенеб с женой (2400-2500 д.н.э)
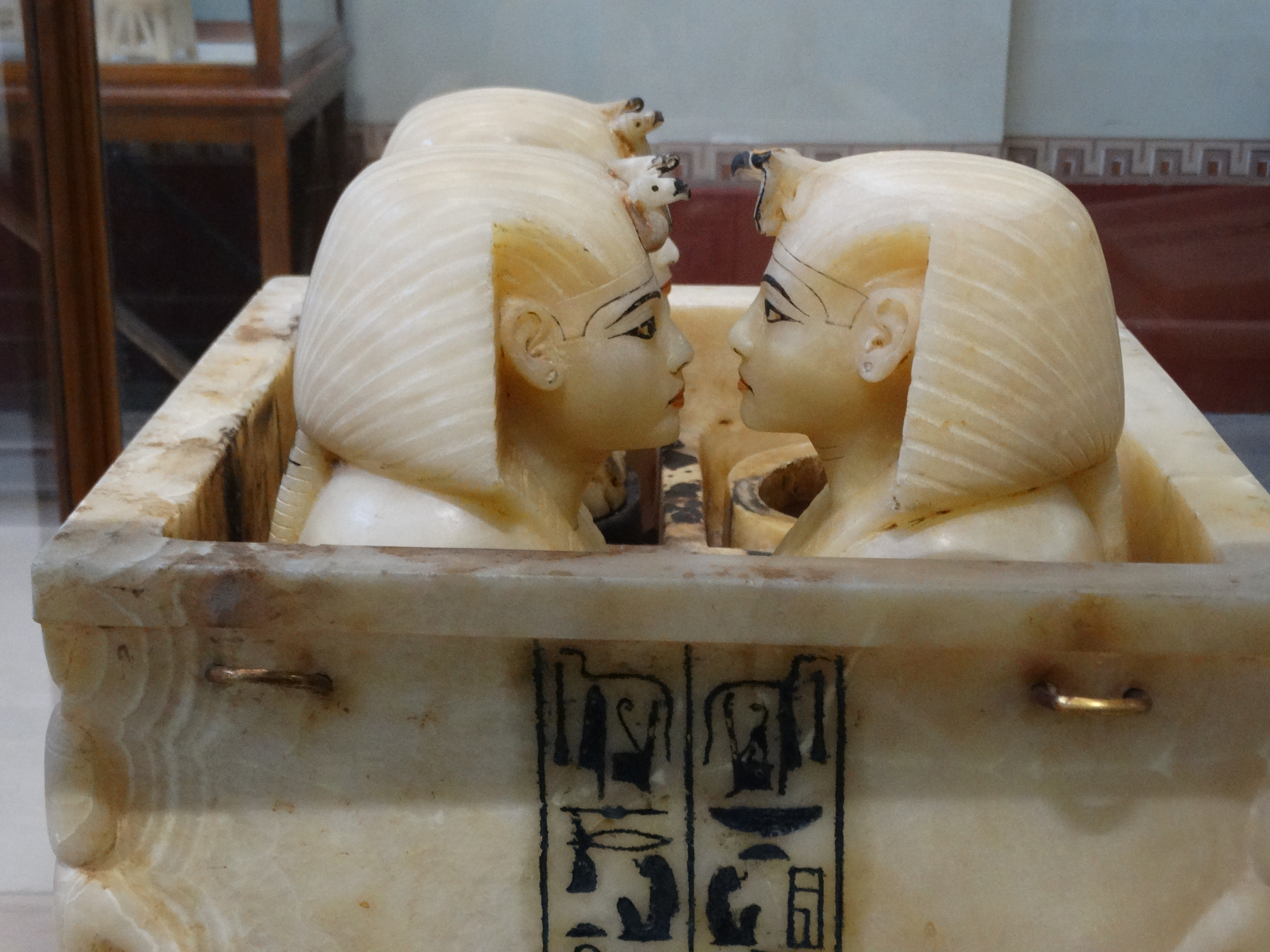
Ящик для каноп из гробницы Тутанхамона
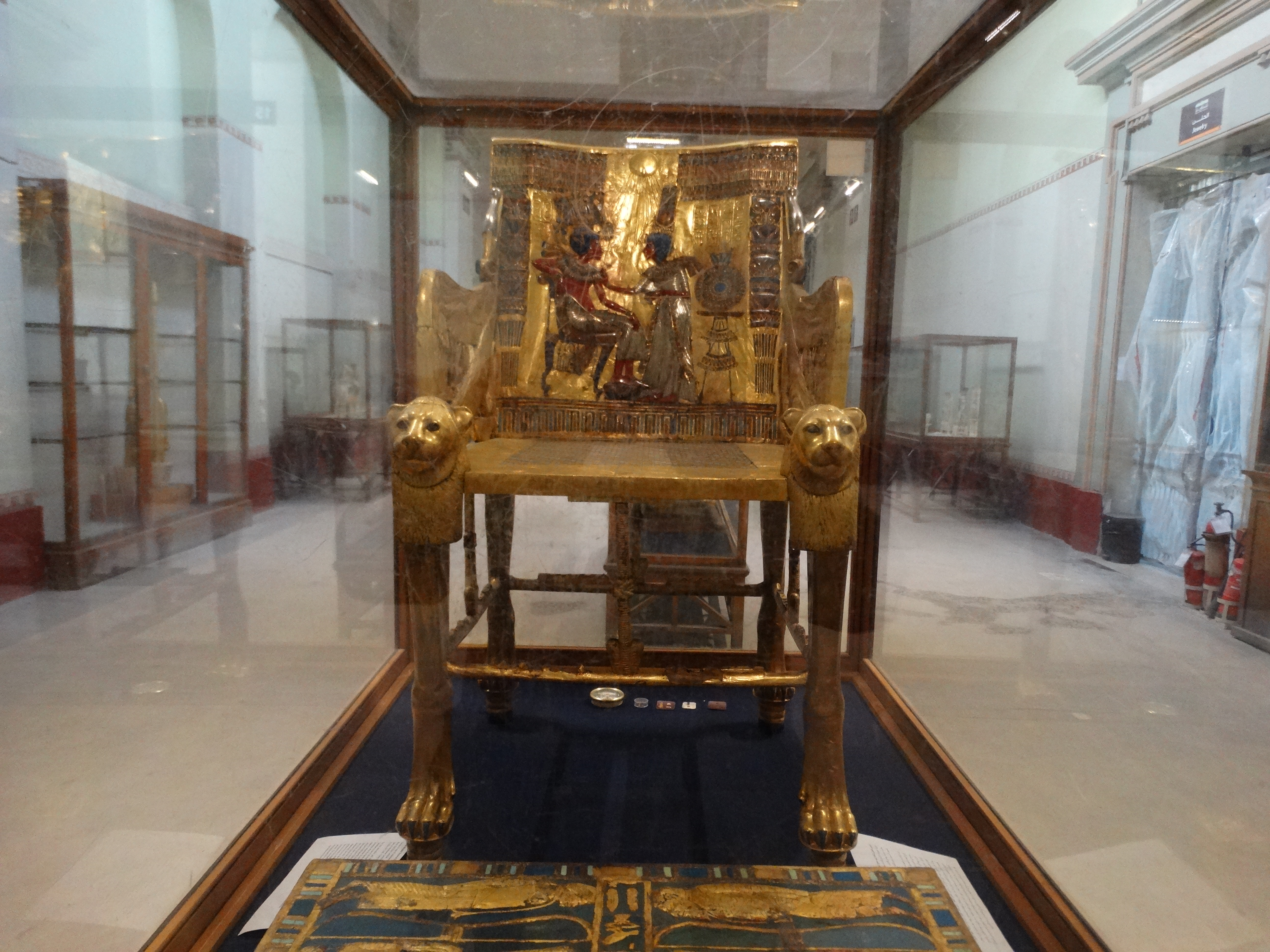
Трон Тутанхамона
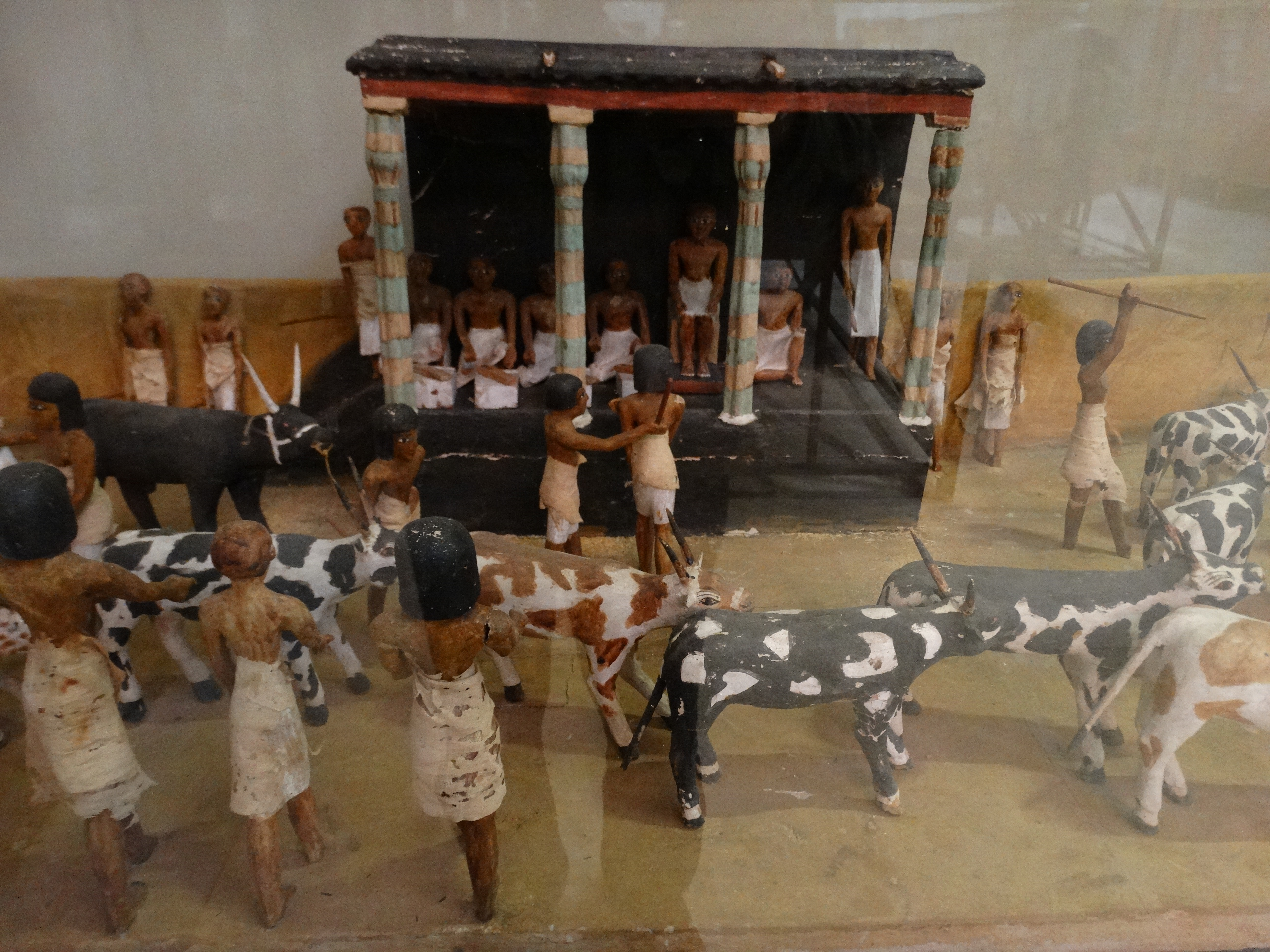
Деревянная скульптурная композиция, изображающая сцену переписи скота (2000 д.н.э)
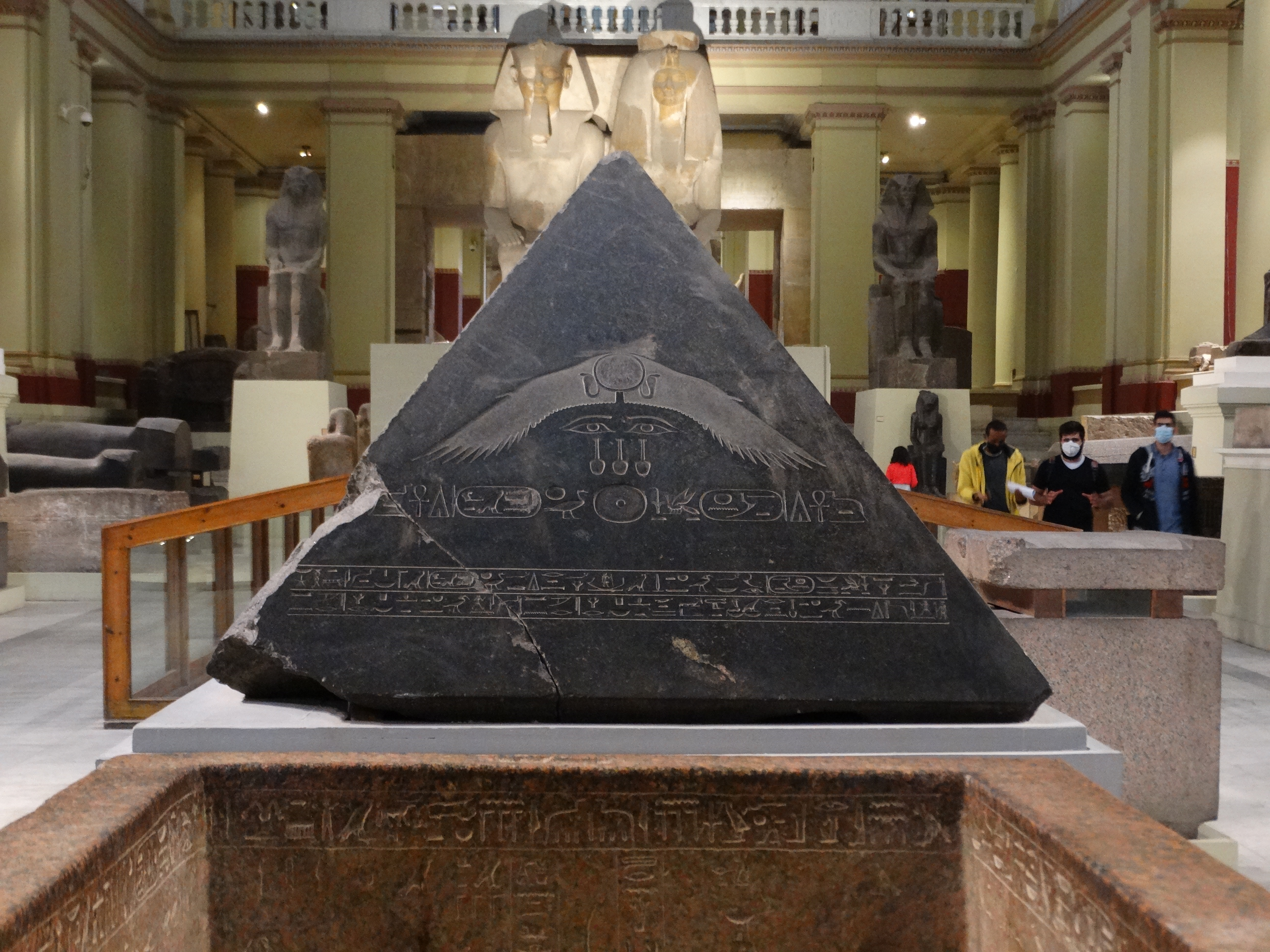
Пирамдион из пирамиды Аменемхета

Примечательные экспонаты:
- Статуи фараонов Хефрена, Аменемхета III, царевича Каапера[1]
- Украшения царицы Яххотеп, супруги фараона Таа II Секененра и матери фараонов Камоса и Яхмоса I
- Мумии фараонов Таа II Секененра, Яхмоса I, Аменхотепа I, Тутмоса I, Тутмоса II, Тутмоса III, Сети I, Рамсеса II, Рамсеса III, Аменхотепа II, Тутмоса IV, Аменхотепа III, Мернептаха, Сети II, Рамсеса IV, Рамсеса V, Рамсеса VI
- Мумии и саркофаги жрецов Амона
- Предметы из гробниц Тутмоса III, Тутмоса IV, Аменхотепа III и Хоремхеба, а также предметы из гробницы Тутанхамона. Всего в экспозиции представлено 1 700 предметов из более 3 500, один из главных экспонатов — посмертная маска Тутанхамона.
- Предметы из гробницы царицы Хетепхерес I, матери Хеопса
- Предметы периода царствования Эхнатона, обнаруженные в Амарне, где находятся развалины Ахетатона, в частности Каирский складной алтарь
- Предметы 21 и 22 династии, обнаруженные в Танисе, среди которых — золотая погребальная маска фараона Псусеннеса I
- Предметы, обнаруженные египетскими и иностранными археологами во время раскопок в Гизе, Саккаре, Бубасте, Гелиополе, Асуане и Нубии
- Загадочный «саккарский самолётик».

## Мемориал великих египтологов мира
При музее находится мемориал с бюстами 23 великих египтологов мира, среди них бюст В. С. Голенищева, известного русского египтолога, появившийся там в 2006 году. Также там представлены бюсты следующих египтологов: Ф. Ж. Шаба, Иоганн Дюмихен, Конрадус Лееманс (1809—1893), Ч. В. Гудвин, Э. Руже, С. Бёрч, Э. Хинкс (1792—1866), Л. Вассалли (1812—1887), Э. Бругш (1842—1930), К. Р. Лепсиус, Ш.-Т. Девериа, И. Розеллини, Л. Хабаши (1906—1984), С. Габра (1892—1979), С. Хасан (1887—1961), А. Камаль (1851—1923), М. З. Гонейм, Ж.-Ф. Шампольон, А. Пейрон (1785—1870), В. Плейте (1836—1903), Г. Масперо, П. Ле Паж (1822—1897). Эти бюсты окружают памятник О. Мариету.

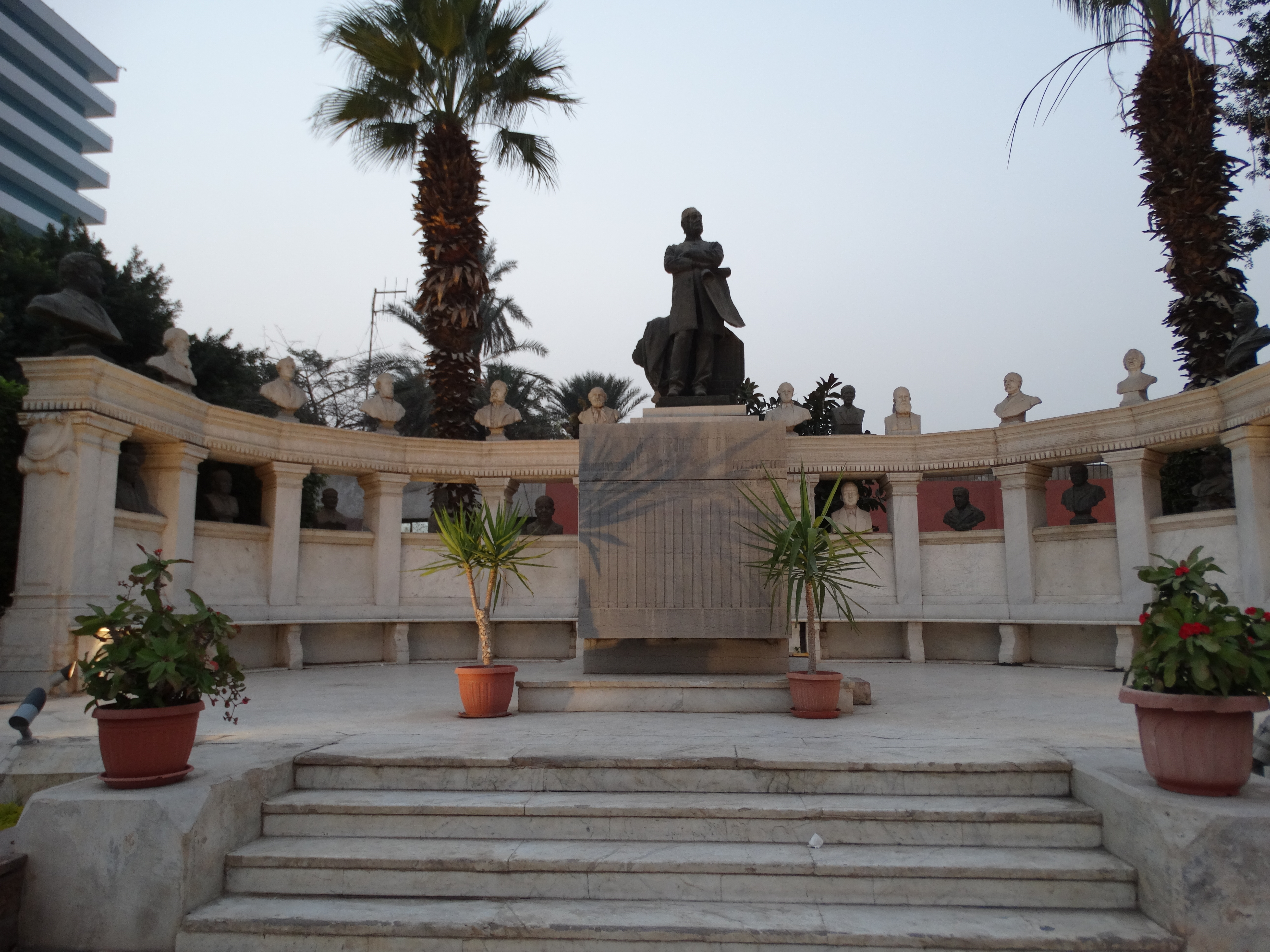
Мемориал великих египтологов мира